# Чичканов, Сергей Владленович
Серге́й Владле́нович Чичка́нов (укр. Чичканов Сергій Владленович; род. 1952) — украинский политик, депутат Верховной Рады Украины в 1998―2006 гг.

## Биография
Чичканов Сергей Владленович, член КПУ (с 1981); заместитель министра Украины в связях с ВР Украины и другими органами государственной власти Украины (02.2007-02.2008); директор Фонда гуманитарных проблем «Донбасс».
Родился 16.04.1952 (город Горловка, Донецкая область); русский.
Образование:
- Донецкий политехнический институт (1974), инженер-механик;
- Высшая партийная школа при ЦК КПУ (1988), политолог.

03.2006 кандидат в народные депутаты Украины от КПУ, № 60 в списке. На время выборов: народный депутат Украины, член КПУ.
Народный депутат Украины 4-го созыва 04.2002-04.2006 от КПУ, № 28 в списке. На время выборов: народный депутат Украины, член КПУ. Член фракции коммунистов (с 05.2002). Член Комитета по вопросам промышленной политики и предпринимательства (с 06.2002).
Народный депутат Украины 3-го созыва 03.1998-04.2002 от КПУ, № 32 в списке. На время выборов: секретарь ЦК КПУ, директор Фонда гуманитарных проблем «Донбасс». Член Комитета по вопросам государственного строительства, местного самоуправления и деятельности советов (с 07.1998, с 2000 — Комитет по вопросам государственного строительства и местного самоуправления); член фракции КПУ (с 05.1998).
- 08.-11.1974 — инженер Камыш-Бурунского железорудного комбината, город Керчь.
- 11.1974-11.1975 — служба в армии.
- 12.1975-01.1976 — инженер автопредприятия, город Горловка.
- 01.1976-08.1986 — инженер-конструктор, мастер, заместитель начальника цеха, заместитель секретаря парткома машиностроительного завода имени Кирова, город Горловка.
- 08.1986-08.1988 — слушатель Высшей партийной школы при ЦК КПУ.
- 08.1988-03.1989 — заведующий отделом промышленности и транспорта Центральногородского райкома КПУ города Горловка.
- 03.1989-08.1991-инструктор орготдела, политорганизатор Донецкого обкома КПУ.
- 09.1991-11.1992 — эксперт Донецкого выставочного центра.
- С 1992 — коммерческий директор ООО «Апекс Лтд»; генеральный директор ООО «Фирма-Восток»; директор Фонда гуманитарных проблем «Донбасс», город Донецк.
- С 1993 — член ЦК КПУ, секретарь Донецкого обкома КПУ,
  - с 05.1994 — заведующий орготделом ЦК КПУ.
- 03.1995-06.2003 — Секретарь ЦК КПУ,
- 03.1995-06.2005 — член президиума ЦК КПУ.

## Личная жизнь
- жена Надежда Фёдоровна (род. 1956) — техник-технолог, бухгалтер;
  - дочь Виктория (род. 1979) — учитель начальных классов;
  - сын Максим (род. 1984).

### Увлечения
Кино.